# Gran Premio motociclistico di Francia 1959
Il Gran Premio motociclistico di Francia fu il primo appuntamento del motomondiale 1959.
Si svolse il 17 maggio 1959 sul circuito di Clermont-Ferrand. Tre le classi in programma: 350, 500 e sidecar.
Le gare delle moto sciolte videro il dominio di John Surtees, mentre nei sidecar l'elvetico Fritz Scheidegger ottenne la sua prima vittoria nel Mondiale.
Tra i partecipanti al GP figurano due futuri piloti di Formula 1: Guy Ligier, 13° in 500, e Jo Siffert, passeggero nel sidecar di Edgar Strub (3°).

## Classe 500

### Arrivati al traguardo
| Pos. | Pilota             | Moto      | Tempo      | Punti |
| ---- | ------------------ | --------- | ---------- | ----- |
| 1    | John Surtees       | MV Agusta | 1h 40' 22" | 8     |
| 2    | Remo Venturi       | MV Agusta | +1' 30" 8  | 6     |
| 3    | Gary Hocking       | Norton    | +2' 16" 1  | 4     |
| 4    | Dickie Dale        | BMW       | +2' 34" 2  | 3     |
| 5    | Terry Shepherd     | Norton    | +2' 51" 1  | 2     |
| 6    | Paddy Driver       | Norton    | +3' 10" 9  | 1     |
| 7    | Tom Phillis        | Norton    | +3' 17" 8  |       |
| 8    | Bob Anderson       | Norton    | +1 giro    |       |
| 9    | Bob Brown          | Norton    | +1 giro    |       |
| 10   | Ralph Rensen       | Norton    | +1 giro    |       |
| 11   | Hans-Günther Jäger | BMW       | +1 giro    |       |
| 12   | Jacques Collot     | Norton    | +1 giro    |       |
| 13   | Guy Ligier         | Norton    | +2 giri    |       |
| 14   | Charly Maubert     | Norton    | +2 giri    |       |
| 15   | Maurice De Polo    | Norton    | +3 giri    |       |
| 16   | Albert Montagne    | Norton    | +4 giri    |       |
| 17   | John Hempleman     | Norton    |            |       |

## Classe 350

### Arrivati al traguardo
| Pos. | Pilota             | Moto      | Tempo      | Punti |
| ---- | ------------------ | --------- | ---------- | ----- |
| 1    | John Surtees       | MV Agusta | 1h 17' 46" | 8     |
| 2    | Gary Hocking       | Norton    | +1' 07" 4  | 6     |
| 3    | John Hartle        | MV Agusta | +2' 29"    | 4     |
| 4    | Bob Anderson       | Norton    | +2' 33" 2  | 3     |
| 5    | Paddy Driver       | Norton    | +2' 39" 8  | 2     |
| 6    | Terry Shepherd     | Norton    | +2' 42" 8  | 1     |
| 7    | Tom Phillis        | Norton    | +3' 53" 9  |       |
| 8    | Bob Brown          | Norton    | +3' 53" 9  |       |
| 9    | John Hempleman     | Norton    | +1 giro    |       |
| 10   | Ralph Rensen       | Norton    | +1 giro    |       |
| 11   | Robin Fitton       | Norton    | +1 giro    |       |
| 12   | Jacques Collot     | Norton    | +2 giri    |       |
| 13   | Jacques Insermini  | Norton    | +2 giri    |       |
| 14   | Jean-Pierre Bayle  | Norton    | +2 giri    |       |
| 15   | Maurice De Polo    | Norton    | +2 giri    |       |
| 16   | Johann Hochwallner | n.d.      | +2 giri    |       |
| 17   | Roger Montagne     | Norton    | +3 giri    |       |
| 18   | René Barone        | n.d.      | +8 giri    |       |

## Classe sidecar

### Arrivati al traguardo
| Pos | Pilota             | Passeggero        | Moto   | Tempo        | Punti |
| --- | ------------------ | ----------------- | ------ | ------------ | ----- |
| 1   | Fritz Scheidegger  | Horst Burkhardt   | BMW    | 1h 00' 36" 5 | 8     |
| 2   | Walter Schneider   | Hans Strauß       | BMW    | +1' 04"      | 6     |
| 3   | Edgar Strub        | Jo Siffert        | BMW    | +2' 43" 4    | 4     |
| 4   | Helmut Fath        | Alfred Wohlgemuth | BMW    | +3' 16" 3    | 3     |
| 5   | Jo Rogliardo       | Marcel Godillot   | BMW    | +3' 33"      | 2     |
| 6   | Alwin Ritter       | Peter Joss        | BMW    | +3' 51" 4    | 1     |
| 7   | Loni Neußner       | Edwin Blauth      | BMW    | +4' 00" 7    |       |
| 8   | Arsenius Butscher  | Alfred Schmidt    | BMW    | +4' 01" 3    |       |
| 9   | Joseph Duhem       | Robert Burtin     | BMW    | +4' 25" 4    |       |
| 10  | Otto Kölle         | Reiner Kamm       | BMW    | +1 giro      |       |
| 11  | Bill Beevers       | John Chisnell     | BMW    | +1 giro      |       |
| 12  | Marcel Beauvais    | n.d.              | n.d.   | +1 giro      |       |
| 13  | Claude Lambert     | n.d.              | n.d.   | +1 giro      |       |
| 14  | Jules Verd         | n.d.              | Norton | +2 giri      |       |
| 15  | François Moulin    | Jacky Roche       | Norton | +2 giri      |       |
| 16  | Escoubas           | n.d.              | n.d.   | +2 giri      |       |
| 17  | Harmen van der Wal | J. van Gelder     | Norton | +3 giri      |       |
| 18  | Biancotto          | n.d.              | n.d.   | +3 giri      |       |

## Fonti e bibliografia
- Corriere dello Sport, 18 maggio 1959, pag. 10.
- Risultati della 500 su autosport.com, su autosport.com.